# Mario Agnes
Mario Agnes (ur. 6 grudnia 1931 w Serino, zm. 9 maja 2018 w Watykanie) – włoski dziennikarz i publicysta.

## Życiorys
Ukończył studia na Uniwersytecie w Neapolu na kierunku literatura, a następnie wykładał historię chrześcijaństwa na Università degli Studi di Cassino e del Lazio Meridionale i Uniwersytecie Rzymskim.
W latach 1973–1980 pełnił funkcję prezesa Azione Cattolica. W 1976 Paweł VI mianował go przewodniczącym Nuova editoriale italiana.
1 września 1984 Jan Paweł II mianował go redaktorem naczelnym watykańskiego dziennika L’Osservatore Romano, którym był do października 2007, kiedy to odszedł na emeryturę.
Jego brat Biagio (1928–2011) również był dziennikarzem i pełnił funkcję dyrektora generalnego RAI w latach 1982–1990.

## Literatura dodatkowa
- Luciano Filippi (red.): Chi è. Mille nomi dell'Italia che conta. T. 1: A-L. Milano: Editoriale l’Espresso, 1986, s. 9-10. (wł.).